# پوگلد (آریی)
پوگلد (به صربی: Pogled) یک منطقهٔ مسکونی در صربستان است که در آرییه واقع شده‌است. پوگلد ۴٫۱۱ کیلومتر مربع مساحت و ۶۵۹ نفر جمعیت دارد و ۳۹۹ متر بالاتر از سطح دریا واقع شده‌است.